# 陸德明
陆德明（550年？—630年），名元朗，字德明，以字行，苏州吴县人。中国南朝陈、隋朝、唐朝儒学者。秦王府十八学士之一。

## 生平
陸德明幼年于受学周弘正，善于谈论玄理。南朝陳太建年間，太子陳叔宝征集四方名儒于承光殿講義、陸德明年始弱冠，也应邀参加。国子祭酒徐孝克开讲，恃其貴族身份高谈阔论，众莫敢当；陸德明独与徐孝克抗对，满朝赏叹。后任始興国左常侍、国子助教。陳滅亡后，陸德明归于乡里。
隋煬帝嗣位，以陸德明为秘書学士。大業年間，广为召集明晓经典之士。陸德明与鲁达、孔褒都在门下省辩论，无人出陸德明之右者。转任国子助教。后为皇泰帝楊侗属下国子司業，入殿侍講经典。王世充称郑国皇帝，封其子王玄恕为汉王，以德明为师，还要去陸德明家行束脩之礼。德明深以为耻，先服食了巴豆散，卧于东壁之下。王玄恕入室，跪于床前，陸德明对着遗痢（拉肚子），也不和他说话。之后，去成皋养病，杜绝一切来往应酬。
唐军平定王世充，陸德明被秦王李世民召为文学館学士，教中山王李承经典，任太学博士。转国子博士，封吴县男。貞觀三年去世。
著書《经典释文》30卷、《老子疏》15卷、《易疏》20卷。
其子陸敦信，龍朔年間为左侍極、同東西台三品，封嘉興县子。

## 家族
曾祖父陆鎮之，梁給事中。祖父陆榗。父陆雍，陳豫章王諮議。
子陆敬義，蓬州刺史。
- 孙：陆宣悊
- 孙：陆遵楷，祕書郎。

子陸敦信。
- 孙：陆郢客，司农丞。
  - 曾孙：陆大鵾，慶州都督。
  - 曾孙：陆大鹣，字叔瑞，杭州盐官县令。
- 孙：陆邠卿
  - 曾孙：陆大訓
  - 曾孙：陆大盈
  - 曾孙：陆大鈞，左金吾大將軍。
- 孙：陆越賓，陝州刺史。
- 孙：陆慶叶，屯田員外郎、雍州司馬。
  - 曾孙：陆翰，大理司直。

## 传记资料
- 《旧唐書》卷一百八十九·列传第一百三十九上·儒学上·陸德明传
- 《新唐書》卷一百九十八·列传第一百二十三·儒学上·陸德明传